# Ам Бах, Рудольф
Рудольф Ам Бах (нем. Rudolf am Bach, настоящая фамилия Эшбахер, нем. Aeschbacher; 6 июня 1919, Троген — 6 марта 2004, Цюрих) — швейцарский пианист.

## Биография
Родился в семье Карла Эшбахера (1886—1944), трогенского музикдиректора, в дальнейшем руководившего хором в Цюрихе. Брат дирижёра Никлауса Эшбахера и пианиста Адриана Эшбахера.
Первые уроки игры на фортепиано получил от своего отца. Учился в Цюрихской консерватории у Эмиля Фрая, затем в Лондоне у Фредерика Ламонда. В 1940 г. разделил со своей соотечественницей Сесиль Беген первую премию Международного конкурса исполнителей в Женеве. В 1941 году сменил свою фамилию Эшбахер на Ам Бах, чтобы избежать путаницы с братьями.
Рудольф Ам Бах особенно известен как пропагандист современной швейцарской академической музыки, первый исполнитель многих произведений новейших композиторов Швейцарии. Среди других его премьер — вариации Пауля Хиндемита «Четыре темперамента» (1943). Выступал также с различным малоизвестным репертуаром, в том числе с произведениями Отторино Респиги, Юлиуса Ройбке и др. В молодости участвовал в работе Камерного оркестра Цюриха, в дальнейшем много играл в составе фортепианного трио.
В 1939—1987 гг. преподавал в Винтертурской школе музыки.